# Chargé d'affaires
Un chargé d'affaires est une fonction ou profession. Traditionnellement, le chargé d'affaires est un diplomate occupant les fonctions d'ambassadeur par intérim entre la cessation de fonctions d'ambassadeur et la présentation des lettres de créance d'un second. Sous un ambassadeur, le diplomate nommé chargé d'affaires en cas de vacation est son premier conseiller.
De nos jours, le chargé d'affaires désigne également une profession de la banque et de la finance, du BTP ou de l'ingénierie.

## Diplomatie
En diplomatie, un chargé d'affaires est un diplomate chargé de remplir les fonctions d'ambassadeur (ou autre chef de mission diplomatique) en cas d'absence ou d'indisponibilité de celui-ci ainsi qu'entre le départ d'un titulaire et l'arrivée de son successeur.
Lorsque deux pays n'entretiennent pas de relations diplomatiques officielles, en cas de rupture de celle-ci ou faute de reconnaissance, chacun d'eux peut désigner un chargé d'affaires qui siège dans la représentation d'un pays tiers pour assurer cette fonction.

## Dans la banque et la finance
Le ou la chargé(e) d'affaires est une personne chargée de clientèle, il possède un portefeuille de comptes clients composé soit de clients particuliers, soit de clients professionnels (artisans, TPE, PME, grandes entreprises). Il a une double casquette de gestionnaire et de vendeur. Il est chargé de gérer les comptes de ses clients, de surveiller l'évolution de ceux-ci en vérifiant l'existence éventuelle de comptes à découvert. Le chargé d'affaires est aussi chargé de vendre les produits financiers de sa banque pouvant être soit pour de l'épargne (LEP, PEL, etc.), soit pour des prêts (prêt classique, crédit-bail) ou encore plus récemment avec l'avènement de la bancassurance des produits d'assurance pour la maison, la voiture, la santé, la survie de l'entreprise, etc.

## Dans la construction et les travaux publics
Le chargé d'affaires dirige et surveille un ou plusieurs chantiers. En relation avec ses clients, il établit le devis des travaux à effectuer. Il planifie et commande les ressources nécessaires.

## Dans l'ingénierie, le génie des procédés et les secteurs industriels
Le chargé d'affaires assure des fonctions technico-commerciales, il rédige des offres techniques et commerciales et exploite des commandes, en particulier dirige et surveille un ou plusieurs chantiers de travaux neufs ou de maintenance industrielle. Il trouve les ressources nécessaires à l'exploitation de ses affaires (bureaux d'études, ingénieurs calculs et procédés, entreprises sous-traitantes, etc.). Il assure souvent des fonctions similaires à celles d'un chef de projet. Il est le garant de la marge d'exploitation, du respect des normes et de la réglementation.